# قلعه اوچی‌یاما
قلعه اوچی‌یاما (به ژاپنی: 内山城)، یک قلعه ژاپنی است که در دوره سنگوکو در ولایت شینانو و امروزه در استان ناگانو قرار دارد.